# فرنسوا رينوار
فرنسوا جيست ماري رينوار (بالفرنسية: François Just Marie Raynouard)‏ (18 سبتمبر 1761 - 27 أكتوبر 1836)  كاتب مسرحي ولغوي فرنسي. ولد رينوار في برينيول في بروفانس، تدريب على المحامات، ومارسها في دراجوينا. في عام 1791 مثل مقاطعة فار في الجمعية التشريعية،  ولكن بعد سقوط حزبه، الجيرونديون، اختبأ. بعد ذلك تم العثور عليه وسجنه في باريس، وكتب مسرحيته «كاتو الأصغرCaton d'Utique» لسنة 1794وذلك أثناء سجنه.
في عام 1803 حصل على جائزة الشعر من معهد فرنسا. تم قبول مسرحيتيه «إليونور البافارية Éléonore de Bavière» و «فرسان الهيكل Les Templiers» من قبل المسرح الوطني الفرنسي. تم إنتاج «فرسان الهيكل Les Templiers» في عام 1805، وحققت نجاحًا كبيرًا برغم معارضة الناقد الفرنسي لويس جيوفري. انتخب في الأكاديمية الفرنسية في عام 1807، وانتخب لأكاديمية النقوش والأدب في عام 1816، وتم قبول رينوار سكرتيرًا للأكاديمية الفرنسية في عام 1817. من 1806 إلى 1814 مثل قسم فار في الجسم التشريعي.
كتب رينوار مسرحيات أخرى، واحدة منها، «ولايات بلوا Les États de Blois» (تم تمثيلها عام 1810)، أساءت هذه المسرحية إلى نابليون بسبب السقف العالي في حريته التعبير. إدراكًا منه أن الذوق العام قد تغير وأن الرومانسية ستنتصر، تخلى رينوار عن المسرح وكرس نفسه للدراسات اللغوية. كانت أبحاثه في اللغة البروفنسالية غير دقيقة إلى حد ما، لكن حماسه ومثابرته فتح الطريق لدراسة هذه المادة.
يُطلق على رينوار أحيانًا اسم مؤسس اللغويات الرومانسية، على الرغم من أن مساهمته تميزت بمفهوم خاطئ أساسي: فقد كان يعتقد أن اللغات الرومانسية مشتقة من لغة مشتركة ما بعد اللاتينية، والتي سماها «الرومانية le roman» ،  وليست منبثقة بشكل مباشرة من اللاتينية، كما هو الحال في الواقع. أعمال رينوار الرئيسية هي «اختيار قصائد التروبادور الأصلية Choix de poésies originales des trobadours» (6 مجلدات، 1816-1821)، والتي كان المجلد السادس منها، «القواعد المقارنة للغات أوروبا اللاتينية Grammaire Comparée des langues de l'Europe latine ، dans leurs rapports avec la langue des trobadours (1821)»، نشر بشكل منفصل؛ «المعجم الروماني أو قاموس لغة التروبادور المقارنة مع اللغات الأخرى في أوروبا الاتينية Lexique roman ou dictionnaire de la langue des troubadours comparée avec les autres langues de l'Europe latine»(6 مجلدات، 1838-1844). أمضى السنوات الأخيرة من حياته في باسي.
كان رينوار ضابط وسام جوقة الشرف. في الدائرة السادسة عشرة من باريس، تم تسمية شارع وساحة باسمه.  أما في بريجنول، تم وضع نصب تذكاري بالقرب من المنزل الذي ولد فيه، وقد تم تسمية المدرسة الثانوية (الليسيه) والجادة باسمه.

## الأعمال

### مسرح
- كاتو الأصغر، تراجيديا 1794
- فرسان الهيكل ، تراجيديا، عرض لأول مرة في الكوميديا الفرنسية في 24 فلوريال السنة الثالثة عشر (14 مايو 1805). اقرأ على الانترنت
- إليونور البافارية، تراجيديا، 1805
- ولايات بلوا أو وفاة دوق جويز ، تراجيديا، 1809
- دون كارلوس، تراجيديا، لم تعرض
- ديبورا تراجيديا، لم تعرض
- تشارلز إير ، تراجيديا، لم تعرض
- جان دارك آ أورليان ، تراجيديا، لم تعرض

### شعر
- سقراط في معبد أغلاور، 1803، قراءة على الإنترنت
- التضحية بالفرسان

### تاريخ
- بحث في العصور القديمة للغة الرومانسية، 1816
- عناصر قواعد اللغة الرومانسية، 1816
- قواعد تروبادور، 1816
- تروبادور ودروس الحب، 1817
- القواعد المقارنة للغات أوروبا اللاتينية، 1821
- اختيار قصائد التروبادور الأصلية، المجلد 6، 1816-1821
- معجم اللغة الإنجليزية للتروبادور، 1824
- تاريخ القانون البلدي في فرنسا، تحت الهيمنة الرومانية وتحت السلالات الثلاث، 1829
- اختيار جديد من القصائد الأصلية لتروبادور، 1836–1844
- المعجم الروماني ، 6 المجلد، 1838-1844
  - المجلد1
  - المجلد 2،A-C
  - المجلد 3، DK
  - المجلد 4، L-P
  - المجلد 5، QZ
  - المجلد 6، الملحق، المفردات

## روابط خارجية
- </img>